# Шеманг (Илиноис)
Шеманг (енгл. Chemung) насељено је место без административног статуса у америчкој савезној држави Илиноис.

## Демографија
По попису из 2010. године број становника је 308.
| Група             | 2000.    | 2010.       |
| Белци             | 0 (0,0%) | 241 (78,2%) |
| Афроамериканци    | 0 (0,0%) | 17 (5,5%)   |
| Азијати           | 0 (0,0%) | 0 (0,0%)    |
| Хиспаноамериканци | 0 (0,0%) | 53 (17,2%)  |
| Укупно            | 0        | 308         |